# 布鲁斯·比德尔
布鲁斯·比德尔（英語：Bruce Biddle，1948年11月2日—），新西兰男子自行车运动员。他曾代表新西兰参加1970年英联邦运动会自行车比赛，获得男子公路赛金牌。他也曾参加1972年夏季奥林匹克运动会。